# Sur la Terre comme au Ciel (pièce de théâtre)
Pour les articles homonymes, voir Sur la Terre comme au ciel.
Sur la Terre comme au Ciel (titre original allemand : Das heilige Experiment) est une pièce de théâtre écrite en 1942 par le dramaturge autrichien Fritz Hochwälder. Elle met en scène le drame de conscience que vivent les jésuites missionnaires du Paraguay (XVIIIe siècle) lorsqu’on les oblige, pour des raisons politiques, à quitter les réductions qu’ils dirigeaient. La version française de la pièce fut créée, grâce au traducteur Richard Thieberger, par Jean Mercure, en 1952, au théâtre de l'Athénée.

## Trame générale du drame
Par suite d’une mise à jour du traité de Tordesillas – c'est le traité de Madrid de 1750 – plusieurs réductions dirigées par les jésuites au Paraguay doivent passer sous le contrôle des autorités coloniales portugaises (du Brésil). Révoltés par cette décision qui est prise d’un point de vue de politique strictement européenne, sans considération pour les intérêts des Guaranis, et conscients que cela signifierait pour leurs protégés une réduction à l’esclavage, comme c’est le cas pour de nombreux groupes indigènes du Brésil, les supérieurs jésuites locaux refusent, dans un premier temps, de quitter leur poste. Le supérieur général des jésuites leur envoie un Visiteur canonique avec mission de les rappeler à leur devoir d’obéissance, telle que promise par leurs vœux de religion. L'action se passe en 1767.
Le problème de conscience est grave pour les jésuites qui, par leur vocation missionnaire et par leur style de vie, se sont identifiés aux peuples indigènes : ou bien rester auprès des Guaranis qui ont placé leur confiance en eux, et donc désobéir et manquer à leur vœu d'obéissance religieuse, ou bien obéir à un ordre qu'ils considèrent comme gravement contraire à la justice, et donc agir à l’encontre de leur conscience personnelle.

## FilmMission
La pièce de Hochwälder a inspiré le réalisateur Roland Joffé pour le film Mission qui a remporté la Palme d'or au festival de Cannes 1986. L'un et l'autre mettent au centre du drame le problème de conscience auquel font face les Jésuites. Les possibilités qu'offre le cinéma permettent une perspective historique plus ample et plus nuancée (montrant ainsi les divisions qui naissent parmi les jésuites sur la conduite à prendre) et des effets visuels plus frappants, notamment la spectaculaire scène d'ouverture du film tournée aux chutes d'Iguazú, ainsi qu'une reconstitution de la destruction de la Réduction des Guaranis – lesquels s'étaient rebellés contre la nouvelle autorité portugaise.

## Liens
- http://theatredailleurs.wix.com/surlaterrecommeauciel